# A Bigger Bang Tour
A Bigger Bang Tour fu il quarantaduesimo tour dei Rolling Stones in promozione del loro album in studio A Bigger Bang.
È la seconda tournée musicale più redditizia della storia, battuta solo dallo U2 360º Tour.

## Artisti d'apertura
La seguente lista rappresenta il numero correlato agli artisti d'apertura nella tabella delle date del tour.
- The Black Eyed Peas = 1
- Maroon 5 = 2
- Les Trois Accords = 3
- Our Lady Peace = 4
- The Tragically Hip = 5
- Buddy Guy = 6
- Los Lonely Boys = 7
- Jim Belushi = 8
- Dan Aykroyd = 9
- The Have Love Will Travel Revue = 10
- Alanis Morissette = 11
- Beck = 12
- Pearl Jam = 13
- John Mayer Trio = 14
- Trey Anastasio = 15
- Wilco = 16
- Joss Stone = 17
- Mötley Crüe = 18
- Toots and the Maytals = 19
- Metallica = 20
- Everclear = 21
- Jason Mraz = 22
- Merle Haggard = 23
- Anick Jean = 24
- Sloan = 25
- Metric = 26
- Antigone Rising = 27
- Soulive = 28
- Brooks & Dunn = 29
- Juan Luis Guerra = 30
- Los Piojos = 31
- Las Pelotas = 32
- La 25 = 33
- Fobia = 34
- Alejandra Guzmán = 35
- Queens of the Stone Age = 36
- The Meters = 37
- The B-52's = 38
- Richie Kotzen = 39
- Cui Jian = 40
- The Living End = 41
- Airbourne = 42
- Nickelback = 43
- Feeder = 44
- Paolo Nutini = 45
- Starsailor = 46
- Razorlight = 47
- Simple Minds = 48
- Love Bugs = 49
- Kasabian = 50
- Patrouille Suisse 51
- The Dandy Warhols = 52
- Charlatans = 53
- The Kooks = 54
- Maxïmo Park = 55
- Kanye West = 56
- Alice Cooper = 57
- Black Rebel Motorcycle Club = 58
- Three Days Grace = 59
- Elvis Costello = 60
- Dave Matthews Band = 61
- Ian McLagan and the Bump Band = 62
- Van Morrison = 63
- Bonnie Raitt = 64
- Blue October = 65

## Date
| Data              | Città                    | Stato           | Luogo                          | Artisti d'apertura | Biglietti (venduti / disponibili) | Incasso      |
| Nord America      | Nord America             | Nord America    | Nord America                   | Nord America       | Nord America                      | Nord America |
| ----------------- | ------------------------ | --------------- | ------------------------------ | ------------------ | --------------------------------- | ------------ |
| 10 agosto 2005    | Toronto                  | Canada          | Phoenix Theatre                | N.D.               | N.D.                              | N.D.         |
| 21 agosto 2005    | Boston                   | Stati Uniti     | Fenway Park                    | 1                  | N.D.                              | N.D.         |
| 23 agosto 2005    | Boston                   | Stati Uniti     | Fenway Park                    | 1                  | N.D.                              | N.D.         |
| 26 agosto 2005    | East Hartford            | Stati Uniti     | Rentschler Field               | 2                  | N.D.                              | N.D.         |
| 28 agosto 2005    | Ottawa                   | Canada          | Lansdowne Park                 | 3 ; 4              | N.D.                              | N.D.         |
| 31 agosto 2005    | Detroit                  | Stati Uniti     | Comerica Park                  | 2                  | N.D.                              | N.D.         |
| 3 settembre 2005  | Moncton                  | Canada          | Magnetic Hill Concert Site     | 2 ; 5 ; 3 ; 4      | N.D.                              | N.D.         |
| 6 settembre 2005  | Saint Paul               | Stati Uniti     | Xcel Energy Center             | 6                  | N.D.                              | N.D.         |
| 8 settembre 2005  | Milwaukee                | Stati Uniti     | BMO Bradley Center             | 6                  | N.D.                              | N.D.         |
| 10 settembre 2005 | Chicago                  | Stati Uniti     | Soldier Field                  | 7 ; 8 ; 9 ; 10     | N.D.                              | N.D.         |
| 13 settembre 2005 | New York                 | Stati Uniti     | Madison Square Garden          | 11                 | N.D.                              | N.D.         |
| 15 settembre 2005 | East Rutherford          | Stati Uniti     | Giants Stadium                 | 11                 | N.D.                              | N.D.         |
| 17 settembre 2005 | Albany                   | Stati Uniti     | Pepsi Arena                    | 11                 | N.D.                              | N.D.         |
| 24 settembre 2005 | Columbus                 | Stati Uniti     | Nationwide Arena               | 12                 | N.D.                              | N.D.         |
| 26 settembre 2005 | Toronto                  | Canada          | Rogers Centre                  | 12                 | N.D.                              | N.D.         |
| 28 settembre 2005 | Pittsburgh               | Stati Uniti     | PNC Park                       | 13                 | N.D.                              | N.D.         |
| 1º ottobre 2005   | Hershey                  | Stati Uniti     | Hersheypark Stadium            | 12                 | N.D.                              | N.D.         |
| 3 ottobre 2005    | Washington, D.C.         | Stati Uniti     | MCI Center                     | 14                 | N.D.                              | N.D.         |
| 6 ottobre 2005    | Charlottesville          | Stati Uniti     | Scott Stadium                  | 15                 | N.D.                              | N.D.         |
| 8 ottobre 2005    | Durham                   | Stati Uniti     | Wallace Wade Stadium           | 15                 | N.D.                              | N.D.         |
| 10 ottobre 2005   | Filadelfia               | Stati Uniti     | Wachovia Center                | 14                 | N.D.                              | N.D.         |
| 12 ottobre 2005   | Filadelfia               | Stati Uniti     | Wachovia Center                | 14                 | N.D.                              | N.D.         |
| 15 ottobre 2005   | Atlanta                  | Stati Uniti     | Philips Arena                  | 16                 | N.D.                              | N.D.         |
| 17 ottobre 2005   | Miami                    | Stati Uniti     | American Airlines Arena        | 17                 | N.D.                              | N.D.         |
| 19 ottobre 2005   | Tampa                    | Stati Uniti     | St. Pete Times Forum           | 17                 | N.D.                              | N.D.         |
| 21 ottobre 2005   | Charlotte                | Stati Uniti     | Charlotte Bobcats Arena        | 17                 | N.D.                              | N.D.         |
| 28 ottobre 2005   | Calgary                  | Canada          | Pengrowth Saddledome           | 17                 | N.D.                              | N.D.         |
| 30 ottobre 2005   | Seattle                  | Stati Uniti     | KeyArena                       | 18                 | N.D.                              | N.D.         |
| 1º novembre 2005  | Portland                 | Stati Uniti     | Rose Garden                    | 18                 | N.D.                              | N.D.         |
| 4 novembre 2005   | Anaheim                  | Stati Uniti     | Angel Stadium of Anaheim       | 19                 | N.D.                              | N.D.         |
| 6 novembre 2005   | Los Angeles              | Stati Uniti     | Hollywood Bowl                 | 17                 | N.D.                              | N.D.         |
| 8 novembre 2005   | Los Angeles              | Stati Uniti     | Hollywood Bowl                 | 17                 | N.D.                              | N.D.         |
| 11 novembre 2005  | San Diego                | Stati Uniti     | Petco Park                     | 19                 | N.D.                              | N.D.         |
| 13 novembre 2005  | San Francisco            | Stati Uniti     | SBC Park                       | 20 ; 21            | 87.054 / 88.264                   | $11.210.733  |
| 15 novembre 2005  | San Francisco            | Stati Uniti     | SBC Park                       | 20 ; 21            | 87.054 / 88.264                   | $11.210.733  |
| 18 novembre 2005  | Las Vegas                | Stati Uniti     | MGM Grand Garden Arena         | 22                 | 13.898 / 13.898                   | $4.053.289   |
| 20 novembre 2005  | Fresno                   | Stati Uniti     | Save Mart Center               | 22                 | 13.378 / 13.378                   | $2.324.305   |
| 22 novembre 2005  | Salt Lake City           | Stati Uniti     | Delta Center                   | 22                 | N.D.                              | N.D.         |
| 24 novembre 2005  | Denver                   | Stati Uniti     | Pepsi Center                   | 22                 | 15.091 / 15.385                   | $2.707.590   |
| 27 novembre 2005  | Glendale                 | Stati Uniti     | Glendale Arena                 | 22                 | 14.784 / 14.784                   | $2.553.855   |
| 29 novembre 2005  | Dallas                   | Stati Uniti     | American Airlines Center       | 23                 | 15.351 / 15.351                   | $2.782.740   |
| 1º dicembre 2005  | Houston                  | Stati Uniti     | Toyota Center                  | 7                  | 15.251 / 15.251                   | $2.616.385   |
| 3 dicembre 2005   | Memphis                  | Stati Uniti     | FedExForum                     | 7                  | 14.688 / 14.688                   | $2.294.755   |
| 10 gennaio 2006   | Montréal                 | Canada          | Bell Centre                    | 24                 | N.D.                              | N.D.         |
| 13 gennaio 2006   | Boston                   | Stati Uniti     | TD Banknorth Garden            | 25                 | N.D.                              | N.D.         |
| 15 gennaio 2006   | Boston                   | Stati Uniti     | TD Banknorth Garden            | 25                 | N.D.                              | N.D.         |
| 18 gennaio 2006   | New York                 | Stati Uniti     | Madison Square Garden          | 26                 | N.D.                              | N.D.         |
| 20 gennaio 2006   | New York                 | Stati Uniti     | Madison Square Garden          | 26                 | N.D.                              | N.D.         |
| 23 gennaio 2006   | Chicago                  | Stati Uniti     | United Center                  | 27                 | N.D.                              | N.D.         |
| 25 gennaio 2006   | Chicago                  | Stati Uniti     | United Center                  | 27                 | N.D.                              | N.D.         |
| 27 gennaio 2006   | Saint Louis              | Stati Uniti     | Savvis Center                  | 28                 | N.D.                              | N.D.         |
| 29 gennaio 2006   | Omaha                    | Stati Uniti     | Qwest Center                   | 29                 | N.D.                              | N.D.         |
| 1º febbraio 2006  | Baltimora                | Stati Uniti     | 1st Mariner Arena              | 27                 | N.D.                              | N.D.         |
| 8 febbraio 2006   | Atlanta                  | Stati Uniti     | Philips Arena                  | 28                 | N.D.                              | N.D.         |
| Centro America    |                          |                 |                                |                    |                                   |              |
| 11 febbraio 2006  | San Juan                 | Porto Rico      | Coliseo de Puerto Rico         | 30                 | N.D.                              | N.D.         |
| Sud America       |                          |                 |                                |                    |                                   |              |
| 18 febbraio 2006  | Rio de Janeiro           | Brasile         | Spiaggia di Copacabana         | N.D.               | N.D.                              | N.D.         |
| 21 febbraio 2006  | Buenos Aires             | Argentina       | River Plate Stadium            | 31 ; 32 ; 33       | N.D.                              | N.D.         |
| 23 febbraio 2006  | Buenos Aires             | Argentina       | River Plate Stadium            | 31 ; 32 ; 33       | N.D.                              | N.D.         |
| Nord America      |                          |                 |                                |                    |                                   |              |
| 26 febbraio 2006  | Città del Messico        | Messico         | Foro Sol                       | 34                 | N.D.                              | N.D.         |
| 1º marzo 2006     | San Nicolás de los Garza | Messico         | Stadio Universitario           | 35                 | N.D.                              | N.D.         |
| 4 marzo 2006      | Las Vegas                | Stati Uniti     | MGM Grand Garden Arena         | 36                 | N.D.                              | N.D.         |
| 6 marzo 2006      | Inglewood                | Stati Uniti     | The Forum                      | 36                 | N.D.                              | N.D.         |
| 9 marzo 2006      | North Little Rock        | Stati Uniti     | Alltel Arena                   | 23                 | N.D.                              | N.D.         |
| 12 marzo 2006     | Sunrise                  | Stati Uniti     | BankAtlantic Center            | 37                 | N.D.                              | N.D.         |
| 14 marzo 2006     | New York                 | Stati Uniti     | Radio City Music Hall          | 38                 | N.D.                              | N.D.         |
| Asia              |                          |                 |                                |                    |                                   |              |
| 22 marzo 2006     | Tokyo                    | Giappone        | Tokyo Dome                     | 39                 | N.D.                              | N.D.         |
| 24 marzo 2006     | Tokyo                    | Giappone        | Tokyo Dome                     | 39                 | N.D.                              | N.D.         |
| 29 marzo 2006     | Sapporo                  | Giappone        | Sapporo Dome                   | 39                 | N.D.                              | N.D.         |
| 2 aprile 2006     | Saitama                  | Giappone        | Saitama Super Arena            | 39                 | N.D.                              | N.D.         |
| 5 aprile 2006     | Nagoya                   | Giappone        | Nagoya Dome                    | 39                 | N.D.                              | N.D.         |
| 8 aprile 2006     | Shanghai                 | Cina            | Shanghai Grand Stage           | 40                 | N.D.                              | N.D.         |
| Oceania           |                          |                 |                                |                    |                                   |              |
| 11 aprile 2006    | Sydney                   | Australia       | Telstra Stadium                | 41                 | N.D.                              | N.D.         |
| 13 aprile 2006    | Melbourne                | Australia       | Rod Laver Arena                | 42                 | N.D.                              | N.D.         |
| 16 aprile 2006    | Auckland                 | Nuova Zelanda   | Western Springs Stadium        | 43                 | N.D.                              | N.D.         |
| 18 aprile 2006    | Wellington               | Nuova Zelanda   | Westpac Stadium                | 43                 | N.D.                              | N.D.         |
| Europa            |                          |                 |                                |                    |                                   |              |
| 11 luglio 2006    | Milano                   | Italia          | Stadio Giuseppe Meazza         | 44                 | N.D.                              | N.D.         |
| 14 luglio 2006    | Vienna                   | Austria         | Stadio Ernst Happel            | 45                 | N.D.                              | N.D.         |
| 16 luglio 2006    | Monaco di Baviera        | Germania        | Olympiastadion                 | 46                 | N.D.                              | N.D.         |
| 19 luglio 2006    | Hannover                 | Germania        | AWD-Arena                      | 46                 | N.D.                              | N.D.         |
| 21 luglio 2006    | Berlino                  | Germania        | Olympiastadion                 | 44                 | N.D.                              | N.D.         |
| 23 luglio 2006    | Colonia                  | Germania        | RheinEnergieStadion            | 47                 | N.D.                              | N.D.         |
| 28 luglio 2006    | Saint-Denis              | Francia         | Stade de France                | 47                 | N.D.                              | N.D.         |
| 31 luglio 2006    | Amsterdam                | Paesi Bassi     | Amsterdam ArenA                | 19                 | N.D.                              | N.D.         |
| 3 agosto 2006     | Stoccarda                | Germania        | Gottlieb-Daimler Stadion       | 48                 | N.D.                              | N.D.         |
| 5 agosto 2006     | Zurigo                   | Svizzera        | Base aerea di Dübendorf        | 49 ; 50 ; 51       | N.D.                              | N.D.         |
| 8 agosto 2006     | Nizza                    | Francia         | Stadio Charles Ehrmann         | 50                 | N.D.                              | N.D.         |
| 12 agosto 2006    | Porto                    | Portogallo      | Stadio do Dragão               | 52                 | N.D.                              | N.D.         |
| 20 agosto 2006    | Londra                   | Regno Unito     | Stadio di Twickenham           | 44                 | 100.540 / 109.892                 | $13.526.368  |
| 22 agosto 2006    | Londra                   | Regno Unito     | Stadio di Twickenham           | 53                 | 100.540 / 109.892                 | $13.526.368  |
| 25 agosto 2006    | Glasgow                  | Regno Unito     | Hampden Park                   | 53                 | 31.495 / 33.506                   | $4.022.000   |
| 27 agosto 2006    | Sheffield                | Regno Unito     | Don Valley Stadium             | 45                 | 34.034 / 34.741                   | $4.596.417   |
| 29 agosto 2006    | Cardiff                  | Regno Unito     | Millennium Stadium             | 54                 | 48.988 / 57.224                   | $5.534.100   |
| 1º settembre 2006 | Bergen                   | Norvegia        | Koengen                        | 55                 | 20.375 / 20.375                   | $3.169.218   |
| 3 settembre 2006  | Horsens                  | Danimarca       | Horsens Forum                  | 55                 | 84.588 / 85.300                   | $8.838.178   |
| Nord America      |                          |                 |                                |                    |                                   |              |
| 20 settembre 2006 | Foxborough               | Stati Uniti     | Gillette Stadium               | 56                 | 44.115 / 45.285                   | $4.042.193   |
| 23 settembre 2006 | Halifax                  | Canada          | Halifax Common                 | 25 ; 56 ; 57       | 50.000 / 50.000                   | $4.322.252   |
| 27 settembre 2006 | East Rutherford          | Stati Uniti     | Giants Stadium                 | 56                 | 48.715 / 48.715                   | $6.146.539   |
| 29 settembre 2006 | Louisville               | Stati Uniti     | Churchill Downs                | 57                 | 40.912 / 40.912                   | $5.060.297   |
| 1º ottobre 2006   | Wichita                  | Stati Uniti     | Cessna Stadium                 | 58                 | N.D.                              | N.D.         |
| 4 ottobre 2006    | Missoula                 | Stati Uniti     | Washington–Grizzly Stadium     | 58                 | N.D.                              | N.D.         |
| 6 ottobre 2006    | Regina                   | Canada          | Mosaic Stadium at Taylor Field | 59                 | N.D.                              | N.D.         |
| 8 ottobre 2006    | Regina                   | Canada          | Mosaic Stadium at Taylor Field | 59                 | N.D.                              | N.D.         |
| 11 ottobre 2006   | Chicago                  | Stati Uniti     | Soldier Field                  | 60                 | N.D.                              | N.D.         |
| 17 ottobre 2006   | Seattle                  | Stati Uniti     | Qwest Field                    | 61                 | N.D.                              | N.D.         |
| 20 ottobre 2006   | El Paso                  | Stati Uniti     | Sun Bowl Stadium               | 61                 | N.D.                              | N.D.         |
| 22 ottobre 2006   | Austin                   | Stati Uniti     | Zilker Park                    | 7 ; 62             | N.D.                              | N.D.         |
| 29 ottobre 2006   | New York                 | Stati Uniti     | Beacon Theater                 | 6                  | N.D.                              | N.D.         |
| 1º novembre 2006  | New York                 | Stati Uniti     | Beacon Theater                 | 6                  | N.D.                              | N.D.         |
| 6 novembre 2006   | Oakland                  | Stati Uniti     | McAfee Coliseum                | 63                 | N.D.                              | N.D.         |
| 8 novembre 2006   | Glendale                 | Stati Uniti     | University of Phoenix Stadium  | 57                 | N.D.                              | N.D.         |
| 11 novembre 2006  | Las Vegas                | Stati Uniti     | MGM Grand Garden Arena         | 64                 | N.D.                              | N.D.         |
| 14 novembre 2006  | Nampa                    | Stati Uniti     | Idaho Center                   | 65                 | N.D.                              | N.D.         |
| 17 novembre 2006  | Atlantic City            | Stati Uniti     | Boardwalk Hall                 | 28                 | N.D.                              | N.D.         |
| 22 novembre 2006  | Los Angeles              | Stati Uniti     | Dodger Stadium                 | 64                 | N.D.                              | N.D.         |
| 25 novembre 2006  | Vancouver                | Canada          | BC Place                       | 64                 | N.D.                              | N.D.         |
| Europa            |                          |                 |                                |                    |                                   |              |
| 5 giugno 2007     | Werchter                 | Belgio          | Werchter Festival Ground       | 63                 | N.D.                              | N.D.         |
| 8 giugno 2007     | Nimega                   | Paesi Bassi     | Goffertpark                    | 63 ; 65            | N.D.                              | N.D.         |
| 13 giugno 2007    | Francoforte sul Meno     | Germania        | Commerzbank-Arena              | 46                 | N.D.                              | N.D.         |
| 16 giugno 2007    | Saint-Denis              | Francia         | Stade de France                | 46                 | N.D.                              | N.D.         |
| 18 giugno 2007    | Lione                    | Francia         | Stadio di Gerland              | 46                 | N.D.                              | N.D.         |
| 21 giugno 2007    | Barcellona               | Spagna          | Stadio olimpico Lluís Companys | 66 ; 67            | N.D.                              | N.D.         |
| 23 giugno 2007    | San Sebastián            | Spagna          | Stadio municipale di Anoeta    | 68 ; 69            | N.D.                              | N.D.         |
| 25 giugno 2007    | Lisbona                  | Portogallo      | Stadio José Alvalade           | 70                 | N.D.                              | N.D.         |
| 28 giugno 2007    | Madrid                   | Spagna          | Stadio Vicente Calderón        | 66 ; 70            | N.D.                              | N.D.         |
| 30 giugno 2007    | El Ejido                 | Spagna          | Stadio di Santo Domingo        | 66 ; 70            | N.D.                              | N.D.         |
| 6 luglio 2007     | Roma                     | Italia          | Stadio Olimpico                | 67                 | N.D.                              | N.D.         |
| 9 luglio 2007     | Budua                    | Montenegro      | Jaz Beach                      | 71 ; 72 ; 73       | N.D.                              | N.D.         |
| 14 luglio 2007    | Belgrado                 | Serbia          | Ušce Park                      | 74 ; 75            | N.D.                              | N.D.         |
| 17 luglio 2007    | Bucarest                 | Romania         | Lia Manoliu Stadium            | 53 ; 76            | N.D.                              | N.D.         |
| 20 luglio 2007    | Budapest                 | Ungheria        | Stadio Ferenc Puskás           | 53                 | N.D.                              | N.D.         |
| 22 luglio 2007    | Brno                     | Repubblica Ceca | Brno Exhibition Centre         | 53                 | N.D.                              | N.D.         |
| 25 luglio 2007    | Varsavia                 | Polonia         | Ippodromo di Służewiec         | 77                 | N.D.                              | N.D.         |
| 28 luglio 2007    | San Pietroburgo          | Russia          | Piazza del Palazzo             | 77                 | N.D.                              | N.D.         |
| 1º agosto 2007    | Helsinki                 | Finlandia       | Stadio olimpico di Helsinki    | 19                 | N.D.                              | N.D.         |
| 3 agosto 2007     | Göteborg                 | Svezia          | Ullevi                         | 19                 | N.D.                              | N.D.         |
| 5 agosto 2007     | Copenaghen               | Danimarca       | Stadio Parken                  | 19                 | N.D.                              | N.D.         |
| 8 agosto 2007     | Oslo                     | Norvegia        | Valle Hovin                    | 52                 | N.D.                              | N.D.         |
| 11 agosto 2007    | Losanna                  | Svizzera        | Stade Olympique de la Pontaise | 52                 | N.D.                              | N.D.         |
| 13 agosto 2007    | Düsseldorf               | Germania        | LTU Arena                      | 75                 | N.D.                              | N.D.         |
| 15 agosto 2007    | Amburgo                  | Germania        | AOL Arena                      | 46                 | N.D.                              | N.D.         |
| 18 agosto 2007    | Slane                    | Irlanda         | Slane Castle                   | 53 ; 78 ; 79 ; 80  | N.D.                              | N.D.         |
| 21 agosto 2007    | Londra                   | Regno Unito     | The O2 Arena                   | 54                 | N.D.                              | N.D.         |
| 23 agosto 2007    | Londra                   | Regno Unito     | The O2 Arena                   | 70                 | N.D.                              | N.D.         |
| 26 agosto 2007    | Londra                   | Regno Unito     | The O2 Arena                   | 81                 | N.D.                              | N.D.         |
| Totale            | Totale                   | Totale          | Totale                         | Totale             | 693.257 / 716.949 (97%)           | $89.801.214  |

## Formazione
- Mick Jagger: voce, chitarra, armonica, percussioni, tastiere
- Keith Richards: chitarra, cori
- Ronnie Wood: chitarra
- Charlie Watts: batteria

Membri aggiuntivi
- Darryl Jones: basso, cori
- Blondie Chaplin: corista, chitarra acustica, percussioni
- Lisa Fischer: corista, percussioni
- Bobby Keys: sassofono
- Bernard Fowler: cori, percussioni, tastiere
- Tim Ries: sassofono, tastiere
- Chuck Leavell: tastiere, cori
- Michael Davis: trombone
- Kent Smith: tromba